# Baranówka, Warmińsko-Mazurskie
Baranówka [baraˈnufka] (tiếng Đức: Schafsberg)  là một ngôi làng ở quận hành chính của Gmina Frombork, trong huyện Braniewski, Warmińsko-Mazurskie, ở miền bắc Ba Lan. Nó nằm khoảng 5 kilômét (3 mi) phía đông nam Frombork, 11 km (7 mi) về phía tây nam của Braniewo và 79 km (49 mi) phía tây bắc của thủ đô khu vực Olsztyn.
Ngôi làng có dân số 170 người.